# 775年の宇宙線飛来
本記事、775年の宇宙線飛来（775ねんのうちゅうせんひらい）では西暦774年または775年に宇宙線が大量に飛来した事象について扱う。各地で、放射性炭素年代測定に用いられる14C濃度にスパイク状の上昇が見られることがその大きな証拠であり、他の年代に起こった事象も含め14Cスパイクとも呼ばれる。

## 発見
2012年に名古屋大学太陽地球環境研究所の研究チームが屋久杉の年輪を検査した結果、西暦775年にあたる年輪から炭素14やベリリウム10などの放射性物質の割合が過去3000年間の間に最も高くなることを発見した。これらの放射性物質は宇宙から降り注ぐ宇宙線 {\displaystyle {\ce {\it {n}}}} が大気中の窒素(N) と衝突して生じる。
例えば 炭素14(14C)の生成反応式は、
{\displaystyle {\ce {{\it {n}}+{^{14}_{7}{N}}->{^{14}_{6}{C}}+{\it {p}}}}}
で、
これにより、775年頃に地球に宇宙線が大量に飛来していたことが明らかになった。この研究結果は2012年6月にNatureに掲載された。
また、ドイツの老木の年輪や南極の氷からも同じ頃、放射性物質が急増していることが判明している。

## 記録
宇宙線は肉眼では観測できないので、宇宙線を直接観測したという記録は当然、存在しない。しかし、世界中の文献に宇宙線をもたらすきっかけとなった現象が記されている。その中で、イギリスの『アングロサクソン年代記』には「西暦774年に、空に赤い十字架と見事な大蛇が現れた」という記述がある。
また、ドイツにある修道書を調べた結果、「西暦776年に、教会の上を燃え盛る2枚の楯が動いていくのを目撃した」という記述があり、さらに、当時の中国（唐）の天体観測を記録した『新唐書』には「西暦767年の7月頃に、太陽の脇に青色と赤色をした気が現れた」と記されている。
同時期の日本の記録では、『続日本紀』の神護景雲元年(767年)8月癸巳の日に改元の理由として「今年の6月16日申時(※午後4時頃)に東南のすみにあたりて、いと奇く異に麗き雲七色相交て立登てあり」とする。また、宝亀3年(772年)の6月乙丑の日には「虹有り。日を繞る」とあり、3日後の戊辰の日には「往往に京師に隕石あり」と記録されている。

## 考えられる原因
宇宙線の割合や先述の文献の記述から以下の3つの説が考えられている。

### 太陽活動説
775年頃に巨大な太陽フレアが発生し、そのときに放出された宇宙線が原因であるという説。先述のドイツの修道書に記述されていた「燃え盛る2枚の楯」とアングロサクソン年代記に記されていた「見事な大蛇」、新唐書に記されていた「気」は太陽フレアによって発生したオーロラである可能性がある。しかし、そのためにはこれまで観測された最大の太陽フレアキャリントンフレアの10倍という規模の太陽フレアが発生しなければいけない。年輪セルロース中の放射性炭素の増加と同時に、氷床コアで大気中の放射性ベリリウムの増加、そして放射性炭素と放射性ベリリウムが高緯度ほど増加することが報告されていることから、2019年時点では太陽高エネルギー粒子（SEP）の短期的な増大が由来という説が優勢とされる。ただし、このSEPイベントが太陽フレアによるかどうかははっきりしていない。

### 超新星爆発説
地球のすぐ近傍で、超新星爆発が発生し、それによって誕生した宇宙線が原因であるという説である。この場合、アングロサクソン年代記に記された「赤い十字架」は超新星爆発が肉眼で観測されたものではという指摘がなされている。実際、十字架が出現した日、天気は曇り空で超新星爆発の光が十字架のように見えた可能性がある。しかし、仮にこの説が正しい場合、超新星残骸が見つからないという疑問点が残った。

### ガンマ線バースト説
天文学の分野で知られている中で最も光度の高い物理現象であるガンマ線バーストが銀河系で発生し、それによって発生した宇宙線が原因であるという説。ガンマ線バーストなら、短期間に大量に発生した宇宙線を説明できる。しかし、そのためには地球から3000から12000光年離れた位置でガンマ線バーストが発生しなければいけない。ガンマ線バーストは1つの銀河では数万年から数千万年に1度しか発生しない非常に珍しい現象であり、それが775年頃に我々の銀河系内で起きたとは考えにくい。

## 類似例
2012年に名古屋大学太陽地球環境研究所が報告した際には西暦774-775年の事例と同様に、年輪セルロースの放射性炭素年代測定によって西暦993-994年、紀元前660年以前、紀元前3371-3372年、紀元前5480年にも短期的な宇宙線強度の増大が起きていたことが推察されていた。この報告がきっかけとなって年輪に含まれる14Cスパイクと太陽活動との関係性が世界中で研究されるようになり、2024年までには疑いようのない宇宙線の痕跡として西暦774年、西暦993年、紀元前660年、紀元前5259年、紀元前7176年の5件が特定されたほか、他にもいくつかの年代の事案が後述の複数の放射性同位体による突き合わせ確認待ちとなっている。

このような経緯から、年輪の中の炭素14やベリリウム10、極地の氷床コアに含まれる塩素36の急上昇から発見された過去の強力な宇宙線飛来の事例を、発見者である名古屋大学太陽地球環境研究所の三宅芙沙の名にちなんで三宅イベント（英: Miyake event、Miyake solar-proton event）と呼ぶ。